# 1740 en musique classique
| \| • Retour à la chronologie générale de la musique classique • \| |
| Grèce • Rome • Haut Moyen Âge • VIIIe siècle • IXe siècle • Xe siècle • XIe siècle XIIe siècle • XIIIe siècle • XIVe siècle • XVe siècle • XVIe siècle • XVIIe siècle XVIIIe siècle • XIXe siècle • XXe siècle • XXIe siècle |
| • Retour à la chronologie générale de la musique classique • |

| Années en musique classique : 1737 - 1738 - 1739 - 1740 - 1741 - 1742 - 1743    |
| Décennies en musique classique : 1710 - 1720 - 1730 - 1740 - 1750 - 1760 - 1770 |

## Événements
- 27 février : création de L'Allegro, il Penseroso ed il Moderato, ode pastorale de Georg Friedrich Haendel.
- 22 novembre : création d'Imeneo, avant-dernier opéra de Haendel, à Londres.
- Second livre du Clavier bien tempéré, de Jean-Sébastien Bach (1740-1744).
- Concerti Armonici, d'Unico Wilhelm comte de Wassenaer.
- Défense de la basse de viole contre les entreprises du violon et du violoncelle, par Hubert Le Blanc.
- Troisième livre de sonates pour la flûte traversière, de Michel Blavet.
- Nouveau livre de Noëls pour l'orgue et le clavecin, de Louis-Claude Daquin.
- Exceptionnel clavecin à trois claviers de Hieronymus Albrecht Hass.

## Naissances

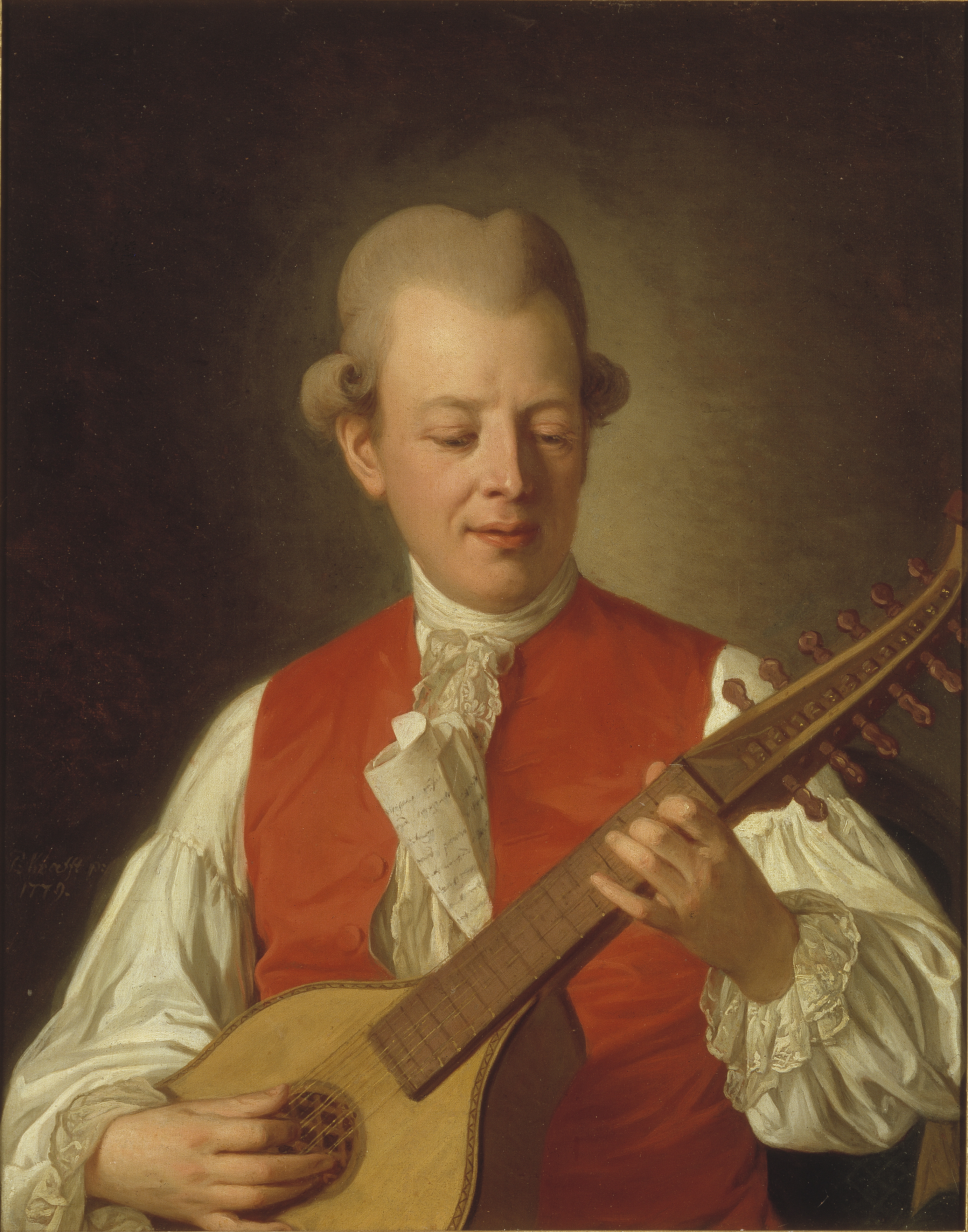
Carl Michael Bellman

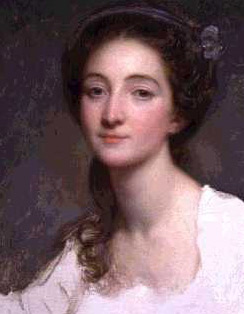
Sophie Arnould

- 14 janvier : Michael Arne, compositeur britannique († 1786).
- 3 février : Guillaume Lasceux, organiste, improvisateur et compositeur français († 28 mai 1831).
- 4 février : Carl Michael Bellman, auteur de chanson suédois († 11 février 1795).
- 13 février : Sophie Arnould, cantatrice française († 22 octobre 1802).
- 15 février : Ernst Eichner, compositeur allemand († 1777).
- 9 mai : Giovanni Paisiello, compositeur italien († 5 juin 1816).
- 21 mai : Gasparo Pacchiarotti, castrat italien († 28 octobre 1821).
- 10 août : Samuel Arnold, organiste et compositeur anglais († 22 octobre 1802).
- 8 décembre : Elisabeth Olin, cantatrice d’opéra suédoise († 26 mars 1828).

Date indéterminée
- John Antes, compositeur américain († 1811).
- Bazyli Bohdanowicz, violoniste et compositeur polonais († 23 février 1817).
- Anna Bon di Venezia, compositrice et chanteuse italienne.
- Nicolas Dezède, compositeur français († 11 septembre 1792).
- Giuseppe Janacconi, compositeur et pédagogue italien († 16 mars 1816).
- Franz Koczwara, altiste, contrebassiste et compositeur tchécoslovaque († 2 septembre 1791).
- Christian Wilhelm Podbielski, compositeur et organiste prussien († 3 janvier 1792).

- Francesc Queralt, compositeur et maître de chapelle espagnol († 1825).

## Décès

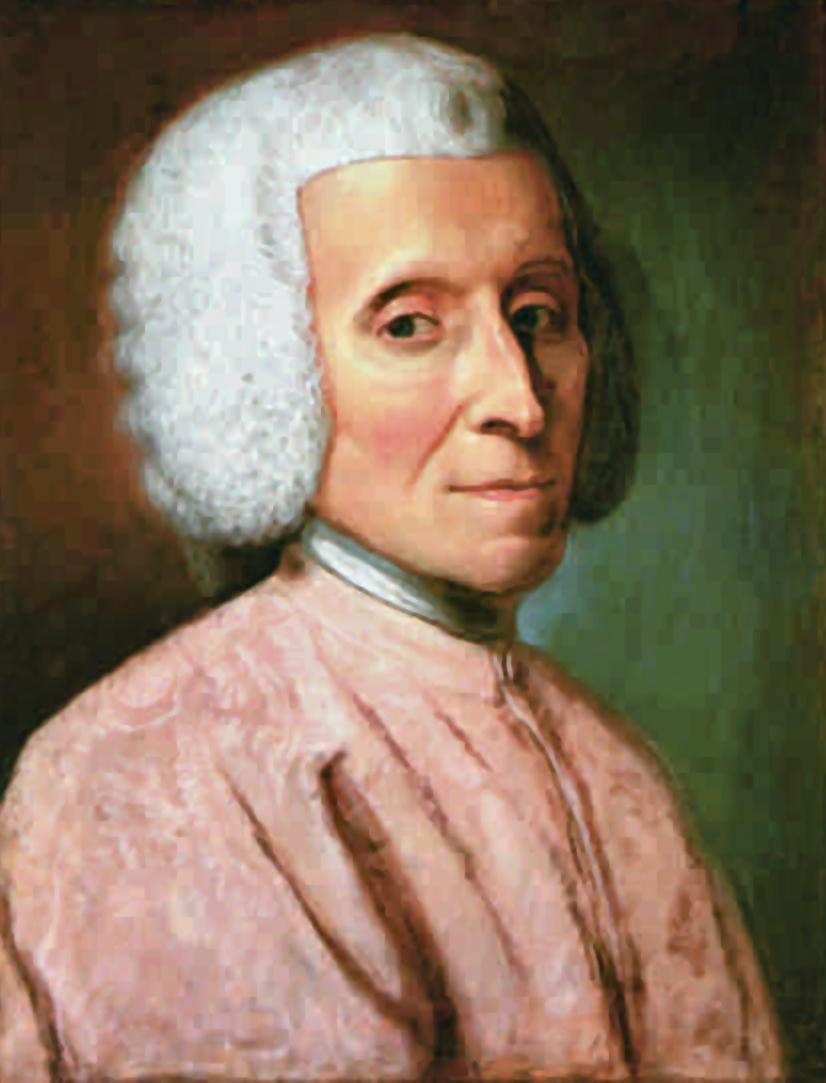
Vincent Lübeck

- 5 janvier : Antonio Lotti, compositeur baroque italien (° vers 1665).
- 25 janvier : Geminiano Giacomelli, compositeur italien (° 28 mai 1692).
- 9 février : Vincent Lübeck, organiste allemand (° septembre 1654).

Date indéterminée
- Thomas Babou, organiste et compositeur liégeois (° 12 février 1656).
- Michele Caballone, compositeur italien (° 1692).
- François Chauvon, compositeur français.
- Domenico Alberti, compositeur italien (° vers 1710).
- John Baston, compositeur et flûtiste anglais (° vers 1685).
- Charles Dieupart, claveciniste et compositeur français (° vers 1667).

Vers 1740 :
- Giuseppe Giovanni Guarneri, luthier italien (° 25 novembre 1666).